# Ачария, Танка Прасад
Танка Прасад Ачария, или Ачарья (непальск. टङ्कप्रसाद आचार्य; 1912 — 23 апреля 1992) — непальский государственный деятель, премьер-министр Непала (1956—1957).

## Биография
Являлся борцом с правлением клана Рана и демократически настроенным политическим деятелем. Под влиянием освободительного движения в Индии выступил одним из основателей антимонархической демократической партии «Непальское народное собрание», вставшей на путь борьбы против столетнего управления страной представителями семьи Рана.
Стал первым человеком, который использовал в Непале печатное устройство, опубликовав четыре листовки, призывавших к свержению династии Рана. В 1940 году с четырьмя другими активистами был арестован и приговорён к смертной казни. Однако вследствие действия индуистского закона, запрещавшего убийства брахманов, казнь не была приведена в исполнение, и он был брошен в тюрьму. Освобождён в 1951 году после прихода к власти короля Трибхувана и падения клана Рана.
С 27 января 1956 по 26 июля 1957 года занимал пост премьер-министра Непала. На этом посту инициировал принятие первого пятилетнего плана развития экономики страны, создания национального Банка и учреждение Верховного суда. Деятельность кабинета Т. П. Ачария способствовала дальнейшему преодолению Непалом международной изоляции, выход из которой наметился благодаря приему страны в ООН в волне первого расширения универсальной организации в 1955 году. Его правительство установило дипломатические отношения с СССР и КНР (20 июля 1956), так что Непал начал получать экономическую помощь со стороны Китая.
Умер 23 апреля 1992 года из-за почечных осложнений. В 2000 году был основан мемориальный фонд, который носит имя политика.